# Felipe (football, 1984)
Pour les articles homonymes, voir Felipe.
Felipe Dias da Silva dal Belo dit Felipe, né le 31 juillet 1984 à Guaratinguetá, est un ancien joueur de football brésilien.

## Biographie
Felipe commence sa carrière professionnelle à l'Udinese Calcio. Il joue son premier match en championnat lors de l'année 2003. Au total, il dispute 139 matchs en Serie A, 7 matchs en Ligue des champions et 9 matchs en Coupe de l'UEFA avec cette équipe.
En 2010, il est prêté, puis transféré, à la Fiorentina. La Viola le prête en 2011 au club de Césène, puis le reprête en 2012 au club de Sienne.